# Улица Маркова (Ростов-на-Дону)
Улица Маркова — улица в Ленинском районе Ростова-на-Дону.

## География
Начинается под Текучёвским мостом, являясь продолжением Озимого переулка. Заканчивается на улице 12 февраля. Между улицами Бондаренко и Полевой разорвана непроезжим участком. Общая длина — около километра.

## Этимология
Названа в честь Сергея Дмитриевича Маркова, руководителя Кавказского округа путей сообщения, убитого в 1922 году. С момента создания имени не меняла.

## Движение
На всём своём протяжении, за исключением участка между улицами Бондаренко и Полевой, имеет двухстороннее движение, ширина варьируется от 1,5 до 2 полос.